# Transgénèse (bande dessinée)
Cet article concerne la bande-dessinée. Pour le procédé de génie génétique, voir Transgénèse.
Transgénèse est une série de bande dessinée en quatre cycles, commencée en 1999 : L'Ancêtre programmé, Fides, Le Silence de la terre et Le Dieu païen.

## Auteurs
- Scénarios : Anne Ploy
- Dessins : Loïc Malnati (L'Ancêtre programmé), Didier Pagot (Fides), Sébastien Damour (Le Silence de la terre)

## Synopsis
Cette série raconte l'histoire de trois personnes, Ted, Dudd et Marie, dans un monde futuriste qui s'étale sur plusieurs décennies au XXIe siècle.
Le premier cycle raconte comment l'ordinateur EXE vient à s'interroger sur la notion de dieu puis à se prendre lui-même pour un dieu (l'Ancêtre programmé), comment cela tourne et comment la secte appelée Arquante en profite pour prendre le pouvoir (La Révélation).
Le second cycle décrit, d'une part, l'évolution de la « Nouvelle République Française », un régime politique théocratique mis en place par l'Arquante lors de sa venue au pouvoir et, d'autre part, le combat de la contre révélation, mouvement de résistance qui s'oppose à ce régime.

## Albums
- L'Ancêtre programmé

1. Le Temps de l'éveil
2. Le Temps de la conscience
3. Le Temps du jugement
4. Le Temps du savoir
5. La Révélation

- Fides

1. Opus Matrice
2. Fines Matrice
3. Inferna
4. Redemptio
5. Matricide

- Le Silence de la terre

1. Visionary reality, scénario Anne Ploy, dessin Sébastien Damour et couleur par Didier Florentz;
2. Funny War, scénario Anne Ploy, dessin Giuseppe Di Bernardo et Jacopo Brandi

- Le Dieu païen

(aucun album publié pour l'instant)

## Publication

### Éditeurs
- Les Humanoïdes Associés : L'Ancêtre programmé tomes 1 à 5 (première édition des tomes 1 à 5)
- Les Humanoïdes Associés : Fides tomes 1 à 5 (première édition des tomes 1 à 5)
- Les Humanoïdes Associés : Le Silence de la terre tomes 1 et 2 (première édition des tomes 1 et 2)